# Trofeos Hub E. Isaacks y O'Leary

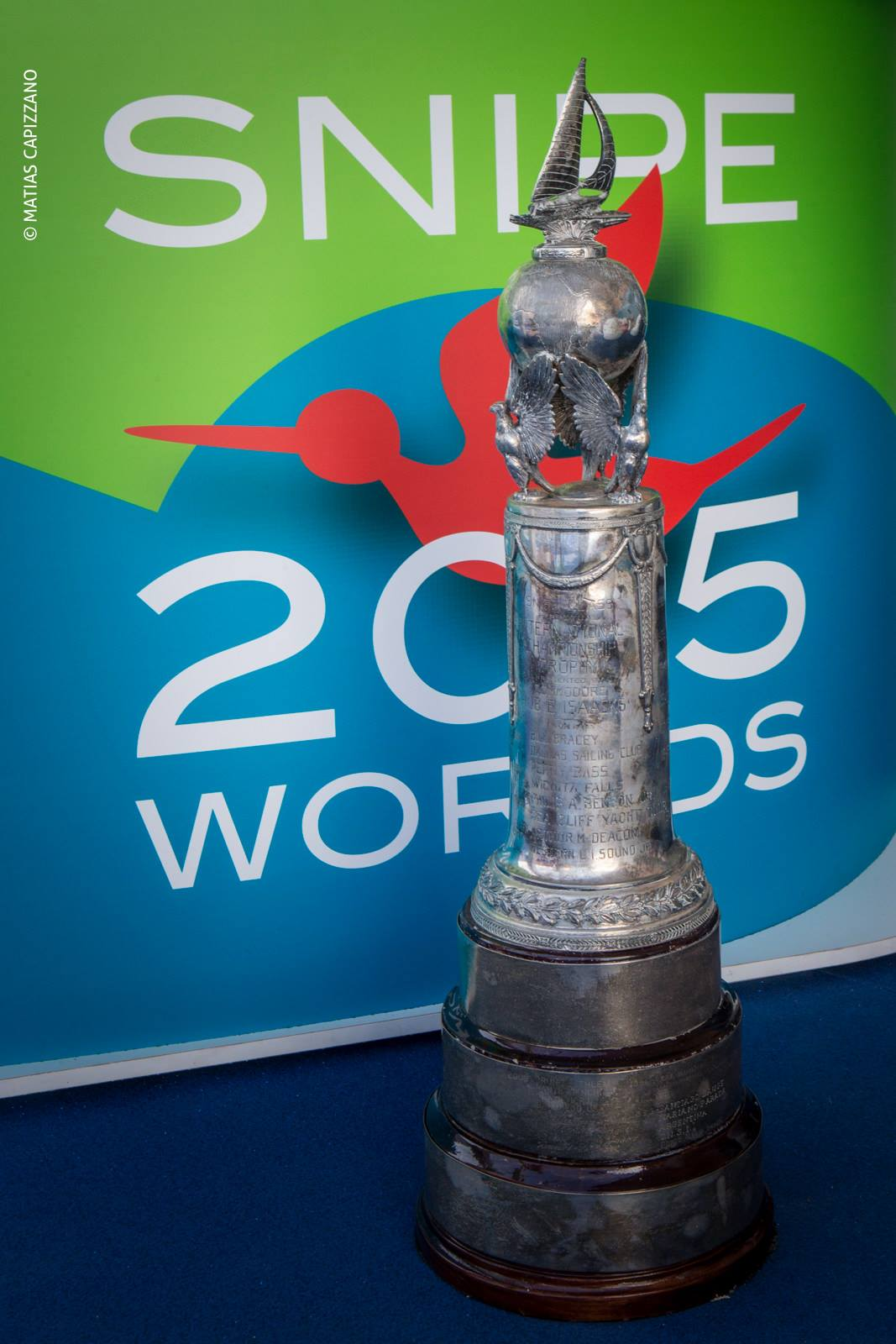
El trofeo Hub E. Isaacks fotografiado en el Circolo della Vela Talamone por Matias Capizzano durante el mundial de 2015.

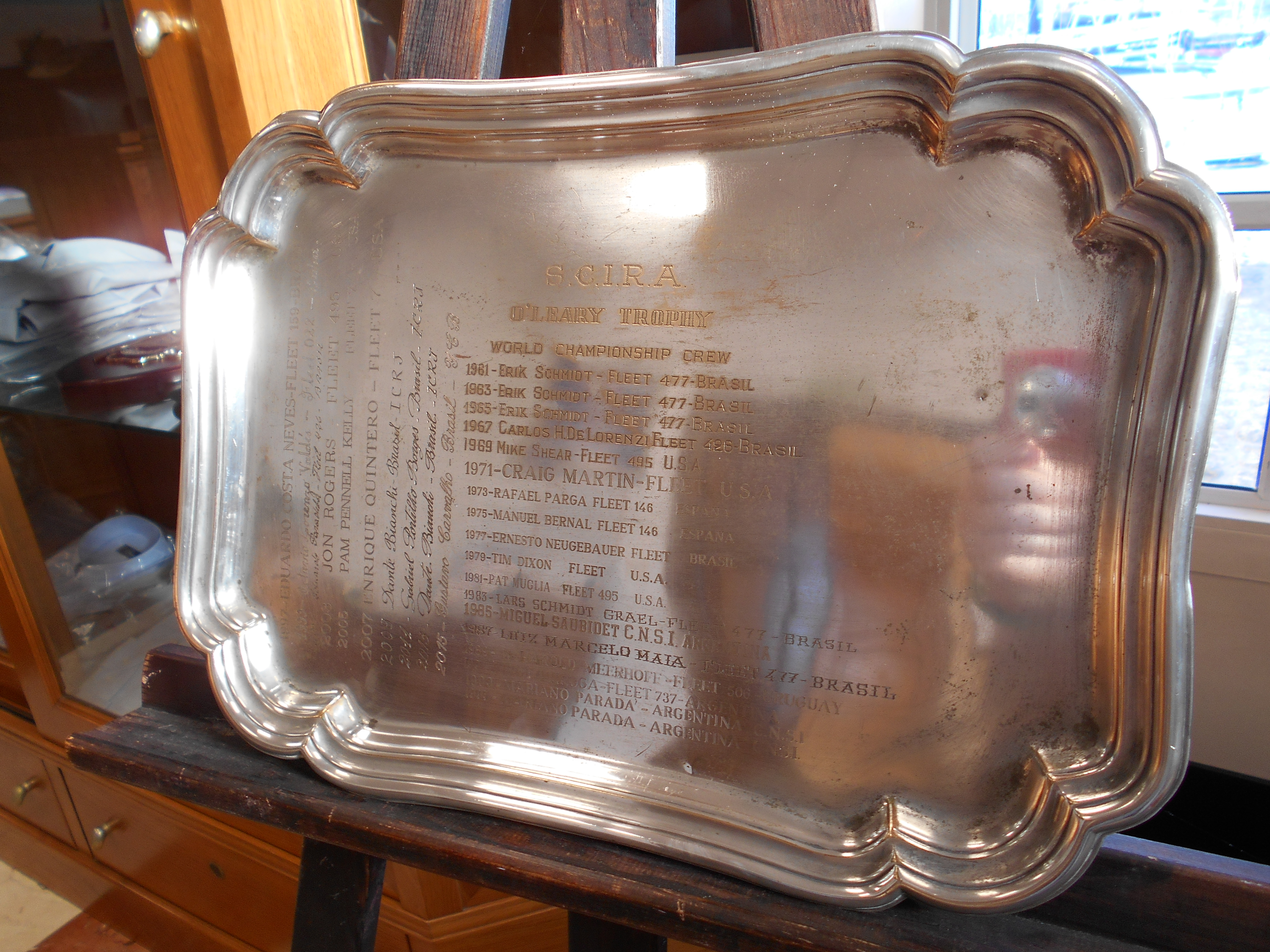
El trofeo O'Leary fotografiado en el Real Club Náutico de La Coruña durante el mundial de 2017.

Los Trofeos Hub E. Isaacks y O'Leary son los trofeos más importantes que se entregan en el campeonato del mundo absoluto de la clase internacional Snipe de vela. El trofeo comodoro Hub E. Isaacks se entrega a la flota del patrón ganador, y el trofeo O'Leary al tripulante del barco ganador. También se entregan otros trofeos menores: El Trofeo Perpetuo Earl Elms, al patrón del barco ganador de la última manga del campeonato, y, desde 2019, el Trofeo Perpetuo Bibi Juetz a la primera tripulación mixta de la clasificación general final.  
El campeonato del mundo se disputa cada dos años desde 1949, en vez de anualmente. Durante 1943 y 1944 no se celebró, debido a la Segunda Guerra Mundial, y en 2021 tampoco, debido a la pandemia de COVID-19. Pueden participar todo tipo de tripulaciones, tanto masculinas como femeninas como mixtas, sin limitaciones de edad.

## Trofeo Hub E. Isaacks
Se entrega desde 1934 a la flota del patrón del barco campeón del mundial. Fue una donación del primer comodoro de la SCIRA, Hub E. Isaacks, y es propiedad de la SCIRA.
La flota del patrón ganador se responsabiliza de la custodia y conservación del trofeo, así como de enviarlo debidamente embalado al lugar designado para el siguiente campeonato. El nombre del patrón ganador, el año, el nombre de su flota y el de su país de origen se grabarán de forma uniforme en el trofeo.

## Trofeo O'Leary
Se entrega desde 1961 al tripulante del barco campeón del mundial. Si ha habido cambio de tripulante durante la competición, se entrega al que mayor número de regatas haya navegado. Fue una donación de Cathy O’Leary y Helen O’Leary Hall, y es propiedad de la SCIRA.
El ganador se responsabiliza de la custodia y conservación del trofeo, así como de enviarlo debidamente embalado al lugar designado para el siguiente campeonato. 
El nombre del ganador, la flota, y el país, se han de grabar de forma uniforme en el trofeo.

## Participantes
La competición está cerrada a un número limitado de participantes por país. El patrón ha de tener nacionalidad o ser residente del país que representa desde hace más de un año de la fecha del campeonato. Cada país puede inscribir un número de embarcaciones calculado con base en la media de tarjetas de socios propietarios de embarcaciones de la clase pagadas a la SCIRA en los dos años anteriores al campeonato:
| Número promedio de barcos registrados en los últimos dos años | Plazas |
| 1–5                                                           | 1      |
| 6–15                                                          | 2      |
| 16–30                                                         | 3      |
| 31–50                                                         | 4      |
| 51–100                                                        | 5      |
| 101–200                                                       | 6      |
| 201–300                                                       | 7      |
| 300+                                                          | 8      |

Adicionalmente, los siguientes patrones tienen derecho a participar, sin ocupar plaza de las asignadas a su país:
- Últimos campeones del mundo, de Europa, del Hemisferio Occidental & Oriente, del mundo femenino, del mundo juvenil y último subcampeón del mundo juvenil.
- Todos los campeones del mundo anteriores.
- Un patrón del país anfitrión si no tuviese ningún campeón mundial, europeo, del Hemisferio Occidental & Oriente, ni mundial juvenil.
- Un patrón de la flota anfitriona.

## Palmarés
| Año  | Sede                                         | Patrón                       | Trofeo O'Leary Tripulante | Trofeo Hub E. Isaacks Flota (Club) del patrón             |
| 1934 | New Rochelle YC                              | William E. Bracey            |                           | 1-Dallas (Dallas Sailing Club)                            |
| 1935 | Dallas SC                                    | Perry Richardson Bass        | Jimmie Maxwell^           | 34–Wichita Falls Yacht Club                               |
| 1936 | Oshkosh YC                                   | Philip A. Benson, Jr.        | Bill Benson^              | 4-Sea Cliff Yacht Club                                    |
| 1937 | Sea Cliff YC                                 | Arthur M. Deacon             |                           | 3-Western Long Island Sound (Horseshoe Harbor Yacht Club) |
| 1938 | Wawasee YC                                   | Charles A. Gabor             |                           | 10-Lake Mohawk Yacht Club                                 |
| 1939 | Los Angeles YC                               | Walter Hall                  | Bob Hall^                 | 92–Lake Merritt Sailing Club                              |
| 1940 | Canandaigua YC                               | Darby Metcalf                | Fred Schenck^             | 90-Los Angeles Yacht Club                                 |
| 1941 | Fort Worth BC                                | Darby Metcalf                | George Lounsberry^        | 90-Los Angeles Yacht Club                                 |
| 1942 | Crescent Sail YC                             | Clifford Heinzerling         | Ralph Heinzerling^        | 112-Lake Lackawanna Yacht Club                            |
| 1945 | Chicago Corinthian YC                        | Bob White                    | Betty White^              | 94-Newport Harbor (Balboa Yacht Club)                     |
| 1946 | Chautauqua Lake YC                           | Bob Davis                    | Ken Davis^                | 94-Newport Harbor (Balboa Yacht Club)                     |
| 1947 | SN de Genève                                 | Ted A. Wells                 | Art Lippitt^              | 93-Wichita (Wichita Sailing Club)                         |
| 1948 | RCN de Palma                                 | Carlos Vilar                 | Jorge Vilar^              | 274-Club Náutico San Isidro                               |
| 1949 | Larchmont YC                                 | Ted A. Wells                 | Marjorie A. Wells^        | 93-Wichita (Wichita Sailing Club)                         |
| 1951 | Miramar Yacht Club                           | Jorge Vilar                  | Carlos Vilar^             | 274-Club Náutico San Isidro                               |
| 1953 | Société des Régates                          | Antonio José Conde Martins   | Fernando Lima Bello^      | 216-Centro de Vela da Mocidade Portuguesa                 |
| 1955 | RCM de Santander                             | Mario Capio                  | Lorenzo Podestà^          | 404-Spalturno (Società Sportiva Nervi)                    |
| 1957 | CN de Cascais                                | Juan Manuel Alonso-Allende   | Gabriel Laiseca^          | 151-Real Sporting Club                                    |
| 1959 | Clube dos Jangadeiros                        | Paul Elvstrom                | Erik Johansen^            | 585-Hellerup Sejlklub                                     |
| 1961 | American YC                                  | Axel Schmidt                 | Erik Schmidt              | 477-Saco de São Francisco (Rio Yacht Club)                |
| 1963 | Bendor YC                                    | Axel Schmidt                 | Erik Schmidt              | 477-Saco de São Francisco (Rio Yacht Club)                |
| 1965 | RCN de Gran Canaria                          | Axel Schmidt                 | Erik Schmidt              | 477-Saco de São Francisco (Rio Yacht Club)                |
| 1967 | Coral Harbour YC                             | Nelson Piccolo               | C. Henrique de Lorenzi    | 426-Rio Grande do Sul (Clube dos Jangadeiros)             |
| 1969 | Clube Desportivo Nun’Alvares                 | Earl Elms                    | Mike Shear                | 495-San Diego (Mission Bay Yacht Club)                    |
| 1971 | IC do Rio de Janeiro                         | Earl Elms                    | Craig Martin              | 495-San Diego (Mission Bay Yacht Club)                    |
| 1973 | RC Mediterráneo                              | Félix Gancedo                | Rafael Parga              | 146-Real Club Mediterráneo                                |
| 1975 | YC Punta del Este                            | Félix Gancedo                | Manuel Bernal             | 146-Real Club Mediterráneo                                |
| 1977 | Skovshoved Sejlklub                          | Boris Ostergren              | Ernesto Neugebauer        | 427-Cristal (Veleiros do Sul)                             |
| 1979 | Northern YC                                  | David Chapin                 | Timothy Dixon             | 91-Island Bay Yacht Club                                  |
| 1981 | Alamitos Bay YC                              | Jeff Lenhart                 | Patrick Muglia            | 495-San Diego (Mission Bay Yacht Club)                    |
| 1983 | SC do Porto                                  | Torben Grael                 | Lars Grael                | 477-Saco de São Francisco (Rio Yacht Club)                |
| 1985 | CN San Isidro                                | Santiago Lange               | Miguel Saubidet           | 274-Club Náutico San Isidro                               |
| 1987 | SR Rochelaises                               | Torben Grael                 | Marcelo Maia              | 477-Saco de São Francisco (Rio Yacht Club)                |
| 1989 | Saga Prefecture Yacht Harbor                 | Ricardo Fabini               | Harol Meerhoff            | 506-Yacht Club Uruguayo                                   |
| 1991 | Tønsberg Seilforening                        | Axel Rodger                  | Jorge Quiroga             | 737-Club Universitario de Buenos Aires                    |
| 1993 | Clube dos Jangadeiros                        | Santiago Lange               | Mariano Parada            | 274-Club Náutico San Isidro                               |
| 1995 | CN Rimini                                    | Santiago Lange               | Mariano Parada            | 274-Club Náutico San Isidro                               |
| 1997 | Mission Bay YC                               | Mauricio Santa Cruz Oliveira | Eduardo Neves             | 159-Río de Janeiro (Iate Clube do Rio de Janeiro)         |
| 1999 | RCR de Santiago de la Ribera                 | Nélido Manso                 | Octavio Lorenzo           | 22-La Habana                                              |
| 2001 | YC Punta del Este                            | Alexandre Dias Paradeda      | Eduardo Paradeda          | 426-Rio Grande do Sul (Clube dos Jangadeiros)             |
| 2003 | Borstahusens Segelsällskaps                  | Augie Diaz                   | Jon Rogers                | 196-Coconut Grove Sailing Club                            |
| 2005 | Kaiyoh Yacht Harbor                          | Augie Diaz                   | Pamela Kelly              | 196-Coconut Grove Sailing Club                            |
| 2007 | CV Atlântico                                 | Tomás Hornos                 | Enrique Quintero          | 244-Cottage Park Yacht Club                               |
| 2009 | San Diego YC                                 | Bruno Bethlem de Amorim      | Dante Bianchi             | 159-Río de Janeiro (Iate Clube do Rio de Janeiro)         |
| 2011 | Kongelig Dansk Yachtklub Espergærde Sejlklub | Alexandre Tinoco do Amaral   | Gabriel Portilho Borges   | 368-Baia de Guanabara (Clube de Regatas Guanabara)        |
| 2013 | IC do Rio de Janeiro                         | Bruno Bethlem de Amorim      | Dante Bianchi             | 159-Río de Janeiro (Iate Clube do Rio de Janeiro)         |
| 2015 | CV Talamone                                  | Mateus Tavares               | Gustavo Carvalho          | 662-Yacht Clube da Bahía                                  |
| 2017 | RCN de La Coruña                             | Raúl Ríos                    | Maximiliano Agnese        | 591-Club Náutico de San Juan                              |
| 2019 | Escuela de Vela Lars Grael                   | Henrique Haddad              | Gustavo Nascimento        | 159-Río de Janeiro (Iate Clube do Rio de Janeiro)         |
| 2022 | CN de Cascais                                | Alfredo González González    | Cristian Sánchez Barreto  | 623-Real Club Náutico de Arrecife                         |
| 2024 | YC Argentino                                 | Julio Alsogaray              | Malena Sciarra            | 575-Club Náutico San Pedro                                |
| 2026 | CM Mahón                                     |                              |                           |                                                           |

^Tripulante que no recibió el Trofeo O'Leary, ya que ganó el mundial antes de su instauración